# Johann Anton Caflisch
Johann Anton Caflisch, auch Cafliche (* 5. August 1860 in Flerden; † 10. März 1925 in Chur), war ein Schweizer Jurist und Politiker.

## Leben
Als Sohn eines Landwirts geboren, ging Caflisch auf die Kantonsschule Chur und studierte anschliessend ab 1881 Rechts- und Staatswissenschaften in Leipzig, München, Bern, Siena und Lausanne. Während seines Studiums wurde er 1881 Mitglied der Burschenschaft Normannia Leipzig.
Nach seinem Studium arbeitete er ab 1885 als Rechtsanwalt in Thusis. Er war mehrmals Kreis- und Bezirksgerichtspräsident und von 1894 bis 1899 als Kantonsrichter tätig. Von 1887 bis 1893 war Caflisch Mitglied des Bündner Grossen Rates, wo er der Freisinnig-Demokratischen Partei angehörte. Von 1900 bis 1908 war er Mitglied des Kleinen Rates, in dem er für Inneres und Volkswirtschaft zuständig war. Ab Dezember 1902 bis zu seinem Tod gehörte er für die Radikal-Demokraten dem Nationalrat an. Ab 1909 wurde er stellvertretender Direktor der kantonalen Brandversicherungsanstalt. 1918 übernahm er den Hof seines Vaters in Flerden.
Hauptsächlich auf seine Initiative hin wurden die Kantonalgesetze über Brandversicherung, Wasserrecht und Gemeindeverwaltung geschaffen. Von 1916 bis 1924 war er Mitglied der Kommission schweizerischer Viehzuchtverbände (KSV). Er gehörte dem Bündner Bauernverband an und war von 1907 bis 1925 dessen Präsident.